# Fengon Mini EV
Fengon Mini EV — городской электромобиль, выпускающийся с 2022 года компанией DFSK Motor.

## Описание
Впервые Fengon Mini EV был представлен в сентябре 2021 года. Компания DFSK Motor обозначила его как DFSK Sokon Candy. Версия для внутреннего рынка Китая была официально выпущена в первом квартале 2022 года под брендом Fengon (Fengguang) или Glory и обозначалась логотипом Dianlan. Конкурентом является Wuling Hongguang Mini EV.

## Технические характеристики
Fengon Mini EV приводится в движение электродвигателем Shanghai Automotive Electric Drive Co., Ltd. мощностью 34 л. с. В автомобиле применяется литий-железо-фосфатный аккумулятор ёмкостью 9,18 кВт⋅ч, 13,8 кВт⋅ч или 16,8 кВт⋅ч с запасом хода 120 км, 180 км или 220 км.

## Галерея
- Вид сзади
- Seres E1 (Индонезия)